# 終止
終止（しゅうし）とは、音楽用語で、音楽の段落の終わりのことである。楽節と呼ばれる、おおむね4小節から8小節の長さのまとまりの終わりには、この終止が置かれる。終止とはいうものの、その終止感の大きさはさまざまであり、曲の終わる感じはしないが、少し区切りを感じる、というものも含まれる。なお、一般に終止形の語は、日本語では別の概念である。
以下、特に断りがない場合は、長調を例にして階名（いわゆる移動ド）で説明する。
また、日本の楽典では一般的ではないが、英語版Wikipedia（en:Cadence）に掲載されている終止形を各小見出しのその他の項に記す。

## 全終止
Vの和音（ソ・シ・レ）またはその派生和音（V7など）からIの和音（ド・ミ・ソ）に進行して終止するもの。

### 完全終止
Vの和音（ソ・シ・レ）またはその派生和音（V7など）からIの和音（ド・ミ・ソ）に進行して終止し、旋律が主音（ド）で終わるもの。両方の和音はいずれも転回形でない。完全な終止感が得られ、古典的な楽曲の最後に用いられる。また、大きな段落の終わりに用いられる。

### 不完全終止

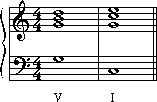
不完全終止

Vの和音（ソ・シ・レ）またはその派生和音（V7など）からIの和音（ド・ミ・ソ）に進行して終止するが、どちらかまたは両方の和音が転回形であるか、旋律が主音で終わらないもの。ある程度の終止感は欲しいが、継続する感じも必要な場合にも使われる。

### その他
- Evaded cadence（回避終止）：属七の和音の第3転回形からIの和音の第1転回形への進行。

## 偽終止
V の和音（ソ・シ・レ）またはその派生和音（V7 など）からVIの和音（ラ・ド・ミ）に進行して終止するもの。浮遊感を呼び起こすため弱い終止だとされる。聞く人に意外な印象を与えるので、偽終止の名がある。本来楽曲の終わりであるはずの所に、さらに曲を続けたいような場合に用いられることが多い。

## 変終止

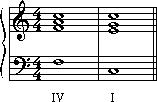
アーメン終止

IVの和音（ファ・ラ・ド）などからIの和音（ド・ミ・ソ）に進行して終止するもの。サブドミナントからトニックに至るため、全終止と比べやや柔らかい印象を与える。あまり十分な終止感を与えないが、古典的な楽曲の最後の用いられることがある。この場合、完全終止の後にさらにアーメン終止を付け足すこともよく行われる。賛美歌の最後の「アーメン」がこの和音で歌われることが多いことから、アーメン終止の名がある。変格終止、プラガル終止（プラガルは教会旋法の変格（羅plagalis）に由来する語。語源はギリシャ語で「横、斜め」を意味するplagios）とも言う。これに対し、完全終止、不完全終止、偽終止を正格終止と呼ぶ。
ショパン、ドビュッシーが多用した。

### その他
- Minor plagal cadence：IVの和音の第3音を半音下げた和音（ファ・ラ♭・ド）からIの和音（ド・ミ・ソ）に進行して終止するもの。完全変終止とも。
- Moravian cadence（モラヴィア終止）：四の和音に第6音が付加された和音からIの和音の第1転回形への進行(IVadd6 → I6)。レオシュ・ヤナーチェクらが使用した。

## 半終止

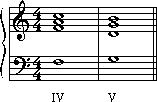
半終止

Vの和音（ソ・シ・レ）で終止するもの。ある程度の区切り感はあるが、終止感は全くない。小さな段落の終わりに用いられる。稀に下属和音であるIVの和音（ファ・ラ・ド）で終止することもある。これをIVの和音の半終止（Plagal half cadence）として、半終止の仲間に入れて考えることがある。

### その他
- Phrygian half cadence（フリギア半終止）：短調での、Ⅳの和音の第1転回形からIの和音の基本形への進行。
- Lydian cadence（リディア終止）：短調での、Ⅳの和音の第1転回形を半音上げた和音からIの和音の基本形への進行。
- Burgundian cadence（ブルゴーニュ終止）：上声に並達4度が用いられる。ブルゴーニュ楽派が多用した。

## 女性終止

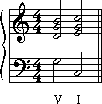
女性終止

弱拍で終止するものを特に女性終止と呼ぶことがある。ポロネーズなどに見られる。